# Maxomys tajuddinii
Maxomys tajuddinii (Achmadi, Maryanto & Maharadatunkamsi, 2012) è un roditore della famiglia dei Muridi diffuso nell'Ecozona orientale.

## Descrizione

### Dimensioni
Roditore di medie dimensioni, con la lunghezza della testa e del corpo tra 95,36 e 121,5 mm, la lunghezza della coda tra 106,9 e 122,3 mm, la lunghezza del piede tra 27,62 e 30,04 mm e un peso fino a 70 g.

### Aspetto
La pelliccia è lunga, densa e spinosa. Le parti dorsali sono arancio-brunastre, cosparse di lunghi peli spinosi con la punta nerastra, mentre le parti ventrali sono bianco crema. La linea di demarcazione lungo i fianchi è netta. Gli occhi sono relativamente piccoli e circondati da un anello marrone. Le orecchie sono piccole, ovali e marroni scure. Le zampe sono bianche, mentre le piante grigio ardesia. La coda è leggermente più lunga della testa e del corpo, è nera-brunastra sopra e bianco crema sotto. Ci sono 10-12 anelli di scaglie per centimetro. Le femmine hanno un paio di mammelle pettorali, un paio post-ascellari e due paia inguinali.

## Biologia

### Comportamento
È una specie terricola.

## Distribuzione e habitat
Questa specie è diffusa nel Borneo, Penisola malese e Sumatra.

## Conservazione
Questa specie, essendo stata scoperta solo recentemente, non è stata sottoposta ancora a nessun criterio di conservazione.